# Acroaspis tuberculifera
Acroaspis tuberculifera là một loài nhện trong họ Araneidae.
Loài này thuộc chi Acroaspis. Acroaspis tuberculifera được Tord Tamerlan Teodor Thorell miêu tả năm 1881.